# برغر حمير
برغر حمير هو نوع من الشطائر يتم تناوله بشكل شائع في باودينغ وهيجيان، مقاطعة خبي في الصين. يعتبر تخصصًا محليًا، على الرغم من أنه يمكن العثور عليه أيضًا في أجزاء أخرى من الصين، لا سيما في شمال شرق الصين.